# Mistrzostwa Świata w Gimnastyce Artystycznej 1998
22. Mistrzostwa Świata w Gimnastyce Artystycznej odbyły się w dniach od 6 do 10 maja 1998 roku w Sewilli. Złote medale wywalczyły zawodniczki z Rosji, Ukrainy, Białorusi i Hiszpanii. Polska nie była reprezentowana przez żadne gimnastyczki.

## Tabela medalowa
| Miejsce | Państwo   | Złoto | Srebro | Brąz | Razem |
| ------- | --------- | ----- | ------ | ---- | ----- |
| 1       | Rosja     | 3     | 2      | 3    | 8     |
| 2       | Ukraina   | 2     | 2      | 4    | 8     |
| 3       | Białoruś  | 1     | 2      | 0    | 3     |
| 4       | Hiszpania | 1     | 1      | 0    | 2     |

## Medalistki
| Konkurencja:                          | Złoto:            | Srebro:           | Brąz:              |
| Układy indywidualne                   |                   |                   |                    |
| ćwiczenia ze skakanką                 | Alina Kabajewa    | Olena Witryczenko | Janina Batyrczyna  |
| ćwiczenia z maczugami                 | Janina Batyrczyna | Olena Witryczenko | Julija Raskina     |
| ćwiczenia z obręczą                   | Olena Witryczenko | Alina Kabajewa    | Janina Batryczyna  |
| ćwiczenia ze wstążką                  | Olena Witryczenko | Alina Kabajewa    | Jawgienija Pawlina |
| Drużynowe układy zbiorowe             |                   |                   |                    |
| wielobój                              | Białoruś          | Hiszpania         | Rosja              |
| ćwiczenia z piłkami                   | Rosja             | Białoruś          | Ukraina            |
| ćwiczenia z 3 wstążkami i 2 obręczami | Hiszpania         | Białoruś          | Ukraina            |